# Los lirios del valle
Los lirios del valle es una película de drama estadounidense de 1963 dirigida y producida por Ralph Nelson. Está basada en la novela Lilies of the field (1962) de William Edmund Barrett, con adaptación de James Poe. Estuvo protagonizada por Sidney Poitier, Lilia Skala , Stanley Adams y Dan Frazer. Cuenta con una banda sonora temprana del prolífico compositor Jerry Goldsmith. 
El título proviene del Sermón del Monte en la Biblia (Mateo 6:27–33 y su escritura paralela de Lucas 12:27–31). Poitier interpreta a un trabajador itinerante que se encuentra con un grupo de monjas de Alemania del Este, que creen que Dios les ha enviado para construirles una nueva capilla.
La película se proyectó en competición en el Festival de Cine de Berlín en junio de 1963. Se estrenó el 3 de octubre del mismo año en el Murray Hill Theatre de la ciudad de Nueva York. Fue elogiada por la crítica y recibió numerosos elogios, incluidas cinco nominaciones en los Premios Oscar, incluidas Mejor Película y Mejor Actriz de Reparto por Skala. Poitier ganó el Premio Oscar al Mejor Actor , convirtiéndose en el primer actor afroamericano en ganar un Oscar por un papel principal y el segundo actor afroamericano  en ganarlo después de Hattie McDaniel ganó como Mejor Actriz de Reparto por Lo que el viento se llevó .
En 2020, la película fue seleccionada para su conservación en el Registro Nacional de Películas de los Estados Unidos por la Biblioteca del Congreso por ser "cultural, histórica o estéticamente significativa".

## Sinopsis
Mientras recorre el desierto de Arizona, Homer Smith, un trabajador itinerante, conoce a cinco monjas que viven en una situación muy precaria. Tras reparar las goteras del granero de la comunidad, Homer se encuentra con que la Madre Superiora no sólo no piensa pagarle ese trabajo, sino que además quiere que le construya gratis una capilla.

## Reparto
- Sidney Poitier como Homer Smith
- Lilia Skala como la Madre Maria
- Lisa Mann como la Hna. Gertrude
- Isa Crino como la Hna. Agnes
- Francesca Jarvis como la Hna. Albertine
- Pamela Branch como la Hna. Elizabeth
- Stanley Adams como Juan Acalito
- Dan Frazer como el Padre Murphy
- Jester Hairston como Homer Smith cantando (no acteditado); compuso la canción "Amen"
- Ralph Nelson como Mr. Ashton (no acreditado)

## Recepción

### Crítica
En el sitio web agregador de reseñas Rotten Tomatoes, el 92% de las reseñas de 24 críticos son positivas, con una calificación promedio de 8/10. Metacritic , que utiliza un promedio ponderado , asignó a la película una puntuación de 68 sobre 100, basándose en nueve críticas, lo que indica críticas "generalmente favorables". Variety dijo que era una película "cargada de encanto y llena de diversión buena, limpia y honesta".

### Premios
- 1963: Óscar: Mejor actor (Sidney Poitier). 5 nominaciones
- 1963: 2 Globos de Oro: Entendimiento internacional y actor (Poitier). 4 nom.
- 1963: Festival de Berlín: Oso de Plata - Mejor actor (Poitier), Premios OCIC e Interfilm
- 1963: National Board of Review: Top 10 mejores películas